# Manuel Colmeiro y Penido
Manuel Colmeiro y Penido (Santiago de Compostela, 1818 — Madrid, 1894) foi um historiador e economista espanhol.

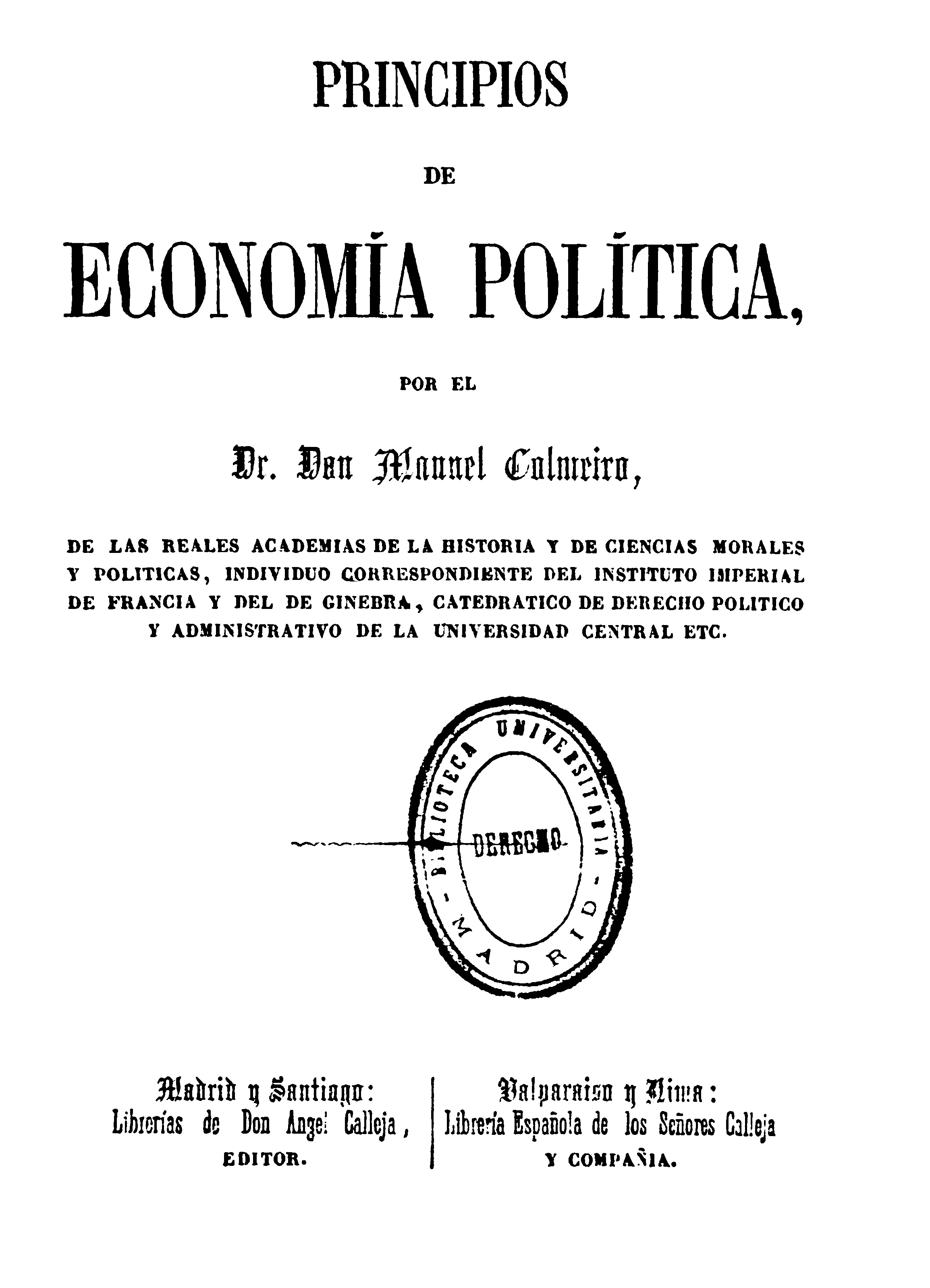
Principios de Economía Política por el Dr. Don Manuel Colmeiro, 1859.

Como economista foi autor de obras importantes: "Historia de la Economía Política en España" (1883) e "Biblioteca de los economistas españoles de los siglos XVI, XVII y XVIII" (1880). A última obra Schumpeter se referiu com frequência en sua "Historia del análisis económico".